# Thomas M. Pettit
Thomas McKean Pettit (26 décembre 1797 - 30 mai 1853) est un avocat, homme politique et juge américain qui est brièvement directeur de la Monnaie des États-Unis en 1853 avant de mourir dans l'exercice de ses fonctions.

## Biographie

### Jeunesse et études
Thomas M. Pettit naît à Philadelphie le 26 décembre 1797. Il est le fils du marchand Andrew Pettit (lui-même fils de Charles Pettit (en)) et de son épouse Elizabeth (McKean) Pettit (fille de Thomas McKean). Pettit entre au Collège de l'université de Pennsylvanie en 1812. Le 2 octobre 1813, il est l'un des treize membres fondateurs de la Philomathean Society. Il obtient un Bachelor of Arts en 1815 et un Master of Arts en 1818.

### Carrière professionnelle
Après avoir obtenu son diplôme universitaire, Pettit devient avocat. En 1820, il est procureur de la ville de Philadelphie. De 1824 à 1828, il est procureur général adjoint à la Cour suprême et à la Cour d'appel de Philadelphie. En 1830, il est élu membre de l'Assemblée générale de Pennsylvanie ; en 1831, il est également membre du conseil municipal de Philadelphie.
En 1832, Pettit devient juge associé du tribunal de district de Philadelphie. De 1835 à 1845, il préside le tribunal de district. Il démissionne en 1845 lorsqu'il est nommé procureur des États-Unis pour le district oriental de Pennsylvanie. Le président des États-Unis Martin Van Buren le nomme ensuite au comité des visiteurs de l'Académie militaire des États-Unis. En 1853, le président Franklin Pierce le nomme directeur de la Monnaie des États-Unis,. Cependant, Pettit meurt après seulement quelques semaines en poste.